# 김우린
김우린은 대한민국의 가수이자 배우이다.

## 학력
- 국민대학교 영화전공
- 단국대학교 경영대학원 문화예술전공

## 출연작

### 영화
- 《레디액션 청춘》 (2014년) - 혜리 역
- 《감기》 (2013년) - 이마트판촉직원 역

### 드라마
- 《빨간풍선》 (2022년, TV조선)
- 《그녀의 버킷리스트》 (카카오TV, 2021년) - 정미경 역
- 《(아는 건 별로 없지만) 가족입니다》 (tvN, 2020년) - P&Fbook 출판사 직원 역
- 《동행》 (MBN, 2020년) - 미스정 역
- 《달리는 조사관》 (OCN, 2019년) - 비서 역
- 《백일의 낭군님》 (tvN, 2018년) - 첩자 나인 역
- 《크리미널 마인드》 (tvN, 2017년) - 한승희 역
- 《귀신 보는 형사 처용 2》 (OCN, 2016년)
- 《신분을 숨겨라》 (tvN, 2015년) - 수사과 고정 비밀요원 역

### 방송
- 《멋진 여행! 맛있을, 지도 시즌 2》 (MBC QueeN, 2015년)

## 음반
- 《스마일지 - 뚜비두밥》 (2014년)